# ジェナッツァーノ
ジェナッツァーノ（伊: Genazzano）は、イタリア共和国ラツィオ州ローマ県にある、人口約5,700人の基礎自治体（コムーネ）。

## 地理

### 位置・広がり
ローマ県東部のコムーネ。

#### 隣接コムーネ
隣接するコムーネは以下の通り。括弧内のFRはフロジノーネ県所属を示す。
- カプラーニカ・プレネスティーナ
- カーヴェ
- コッレフェッロ
- オレーヴァノ・ロマーノ
- パリアーノ (FR)
- ロッカ・ディ・カーヴェ
- サン・ヴィート・ロマーノ
- ヴァルモントーネ

### 気候分類・地震分類
ジェナッツァーノにおけるイタリアの気候分類 (it) および度日は、zona D, 1886 GGである。
また、イタリアの地震リスク階級 (it) では、zona 2B (sismicità media) に分類される。

## 行政

### 山岳部共同体
広域行政組織である山岳部共同体 Comunità montana Castelli Romani e Prenestini  (it) に属する。

### 分離集落
ジェナッツァーノには、以下の分離集落（フラツィオーネ）がある。
- San Filippo, San Sebastiano, Acqua Santa, Maccareccia, La Madonnella, La Creta

## 人物

### 著名な出身者
- マルティヌス5世 - 15世紀初頭のローマ教皇。コロンナ家出身。